# Georg Wörtge
Georg Wörtge (* 22. November 1888 in Hamburg; † 7. Dezember 1977 in Dresden) war ein deutscher Schauspieler, Operettenbuffo, Theaterdirektor und Regisseur. Seit 1954 war er Ehrenmitglied des Operettentheaters Dresden, der heutigen Staatsoperette Dresden.

## Leben
Georg Wörtge wurde am 22. November 1888 als Sohn eines aus Hessen zugewanderten protestantischen Schneidermeisters und einer Hamburgerin im Armenviertel Neustadt in Hamburg geboren. Sein Vater erstrebte für ihn eine kaufmännische Ausbildung, allerdings zog ihn das Theater an. 1907, als er im Deutschen Schauspielhaus eine Gastspielaufführung Max Reinhardts erlebte, stand sein Entschluss endgültig fest.
Nach seinem Vorsprechen bei ihm erhielt Georg Wörtge eine Freistelle und Freiunterricht bei dem Schauspieler Alexander Strakosch und Regieunterricht bei Berthold Held (Mitbegründer des Kabaretts Schall und Rauch). Im Februar 1909 bekam er seine erste große Chance, als er als jugendlicher Komiker in Johann Nestroys Revolution in Krähwinkel kurzfristig einspringen durfte und selbst Reinhardt ihn anschließend lobte.
Nach mehreren Engagements kehrte er 1917 in diesem Fach nach Hamburg an das Deutsche Schauspielhaus zurück. Er nahm Gesangsunterricht und begann 1919 als Operettenbuffo am Central-Theater in Dresden zu wirken. Sommergastspiele führten ihn nach Breslau, an das Zentraltheater in Magdeburg und er unternahm eine Amerika-Tournee. 1923 wurde er an das Dresdner Residenz-Theater engagiert. Zunächst nicht involviert gastierte er gern und häufig in Chemnitz, Halle (Saale) und Hamburg. Wörtge übernahm 1933 mit Carl Sukfüll nach dem Zusammenbruch des Rotter-Konzerns, zu dem sowohl das Central-, wie das Residenz-Theater gehörten, die Direktion der beiden Theater. Er selbst blieb Darsteller und erledigte Verwaltungsangelegenheiten.
Im April 1936 wurde durch eine NS-Intrige die Direktion des Central-Theaters an das unter Protektion des Reichspropagandaministerium stehende Hentschke-Imperium übergeben (das Residenz-Theater war bereits 1934 geschlossen worden). Wörtge übernahm als einer der beiden Theaterdirektoren das soeben in „Theater des Volkes“ umbenannte Albert-Theater. Unter seiner Direktion fanden Operetten-Uraufführungen wie zum Beispiel Eduard Künnekes Traumland und Fred Raymonds Die Perle von Tokay (7. Februar 1941) statt, in denen Wörtge Oberspielleiter war und auch selbst auf der Bühne stand.
Mit der Zerstörung Dresdens endete vorerst das Theaterleben Dresdens, ab Juni 1945 inszenierte und spielte er in Fritz Randows Künstlertruppe, vor allem im Dresdner Osten. Seine erste Nachkriegsarbeit war als Regisseur (und Darsteller) die Operette Das Dreimäderlhaus. Seine Popularität und Volksnähe war in dem Chaos der Nachkriegszeit nunmehr auch Wiedererstehen eines Teils der untergegangenen Kunststadt Dresden.
In der ersten Operetteninszenierung am „Apollo-Theater“ (das ist der erste Name der dort bis 2016 betriebenen Staatsoperette Dresden), der Lustigen Witwe von Franz Lehár, stand er als Baron Zeta am 2. Oktober 1947 erstmals auf dessen Bühne, die bis 1973 sein Leben wurde. 
Er erweckte als Regisseur vor allem die traditionelle Operetteninterpretation. Er war ab 1954 Fachberater für das Stadttheater Bautzen. Jungen Kollegen, wie Wolfgang Roeder und Erich Weber (Die vier Brummers) gab er Schauspielunterricht. Im gleichen Jahr erhielt er die Ehrenmitgliedschaft des Operettentheaters Dresden. Er kreierte den erst später so bezeichneten Sängerdarsteller.
Dabei wurde er für seine Darstellungen und seine Charakterisierungskunst gefeiert, er gestaltete seine Figuren in Mein blauer Himmel oder In Frisco ist der Teufel los (Text: Otto Schneidereit, Musik: Guido Masanetz) mit gleicher Intensität, Herzenswärme und Komik, wie Paraderollen in Die Csárdásfürstin oder Der Zigeunerbaron. Auch ausgesprochen hintersinnige Texte, wie von Klaus Eidam gehörten dazu. Sein ausgesprochenes Lieblingslied war Mausi, süß warst du heute Nacht aus Viktoria und ihr Husar von Paul Abraham.
Hochbetagt und hochverehrt starb er 1977 in Dresden.

## Librettist
Unter dem Pseudonym Georg Wörner schrieb er das Libretto für die Operette Seine Hoheit, der Lakai. Komponist war Eduard Czajanek, ein Schüler Richard Heubergers. Premiere war im April 1934 am Theater Görlitz. Georg Wörtge hat dieses später nie erwähnt, das Werk ist heute vergessen.

## Persönlichkeit
Georg Wörtge war eine überragende Persönlichkeit des heiteren Musiktheaters. Markenzeichen waren seine charmant-gewinnende Erscheinung in der Art eines Maurice Chevalier, seine treffende Komik und seine Fähigkeit, Sprache und Musik wirkungsvoll zu verbinden. Für den „Ausnahmekünstler“, inzwischen als Papa Wörtge verehrt, wurde am 17. Januar 1973 für dessen Bühnenabschied ein Festprogramm mit dem Titel „Das gibts nur einmal“ arrangiert. Für diesen fand der Forscher Andreas Schwarze folgende Worte:

„So ging sie zu Ende, die einzigartige Bühnenlaufbahn von Georg Wörtge, der wie auf einem Drahtseil durch vier Gesellschaftsordnungen tanzte - als ein Komödiant des Jahrhunderts.“

## Familie
Georg Wörtge war mit der Chorsängerin und späteren Solistin Grete, geb. Eckart verheiratet.